# Hans von Mingolsheim
Hans von Mingolsheim (* vermutlich um 1410 in Mingolsheim (?); † um ca. 1473 in Heilbronn) war ein Baumeister und Steinmetz.

## Leben

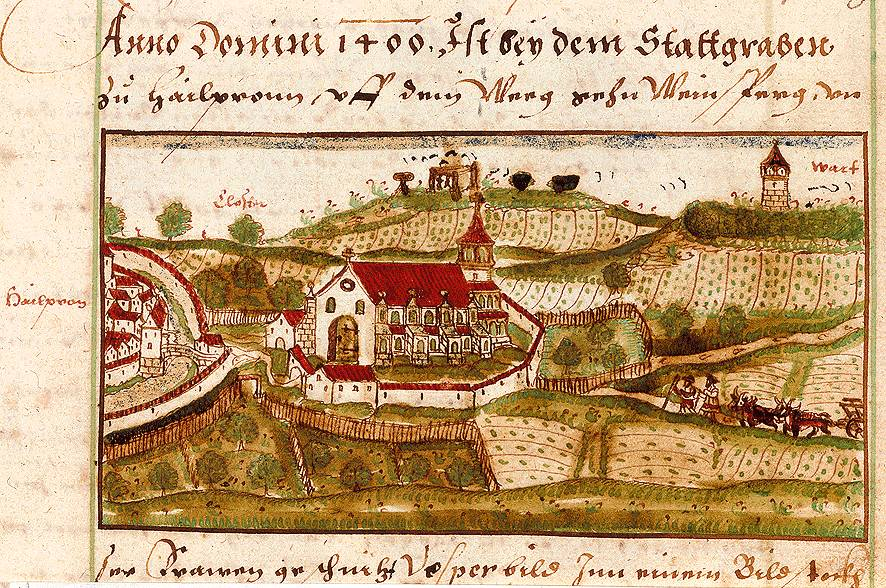
Hans hatte ab spätestens 1464 die Bauleitung am Karmeliterkloster in Heilbronn

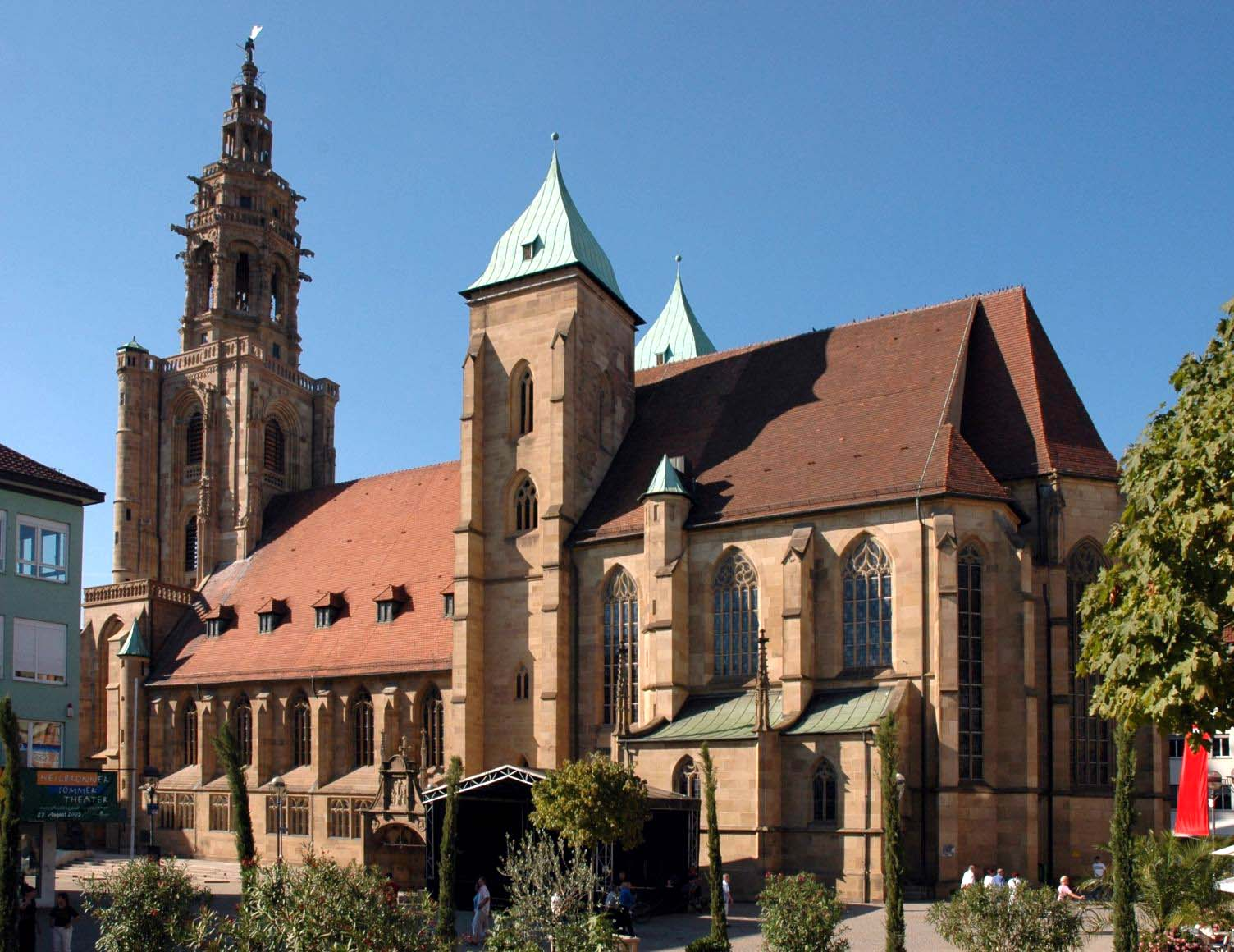
Kilianskirche in Heilbronn, Hans schuf das zwischen den Türmen befindliche Langhaus mit Seitenschiffen

Ein Geburtsdatum ist von ihm nicht überliefert, es dürfte sich um ca. 1410 handeln. Das „von Mingolsheim“ ist nicht als Adelstitel zu verstehen, sondern bezeichnet die Herkunft seiner Person oder der Familie. Vermutlich ab 1425 begann er eine Lehre als Steinmetz, möglicherweise beim Bau des Schlosses Kislau bei Mingolsheim. Er wird danach vielfach in den Quellen der Stadt Heilbronn erwähnt. Das Urkundenbuch der Stadt Heilbronn führt ihn an mehreren Stellen auf und weist darauf hin, dass die später noch in der Stadt ansässigen Familien Steinmetz auf Hans von Mingolsheim zurückgehen. Aus den Einträgen lässt sich folgern, dass ein Hans (sein Vater?) womöglich schon 1399 in Heilbronn weilte. 1451 war er in Wimpfen tätig, wo er am Sakramentshäuschen der heutigen evangelischen Stadtkirche Bad Wimpfen arbeitete. 1454 bis 1455 war er mit der Restauration des Pfalzbaus (einer burgähnlichen Palastanlage) neben dem Speyerer Dom für 200 Gulden Lohn beschäftigt. In Speyer war er 1457 auch Ratsherr. Danach war er wieder in Heilbronn, wo er 1458 in der Klostergasse wohnte. 1460 ist er Bürger und Ratsherr in Heilbronn.
Zu seinen bedeutendsten Tätigkeiten in Heilbronn zählt die Mitwirkung am Bau der Kilianskirche und des Karmeliterklosters. Er war in den Jahren 1447 bis 1454 am Bau der spätgotischen Seitenschiffe und nochmals 1458 bis 1460 am Umbau des Langhauses der Kilianskirche beteiligt. Für das Karmeliterkloster, dessen Bau Papst Nikolaus V. am 28. Januar 1447 mit der Bulle Inter clara salutis opera erlaubte, führte er möglicherweise bereits 1448 Planungen aus. Von 1464 bis zu seinem Tod hatte er die Leitung des Karmeliterklosterbaus.

## Nachkommen
Mit seiner ersten Frau, deren Namen und Heirat uns nicht bekannt ist, hatte er sechs Kinder, von denen nur vier namentlich bekannt sind. In Anlehnung an den Beruf des Vaters trugen sie alle den Familiennamen Steinmetz:
- Magdalena (* ~vor 1428)[12]
- Lorenz (* ~vor 1430),[13] 1450 urkundlich als Meister[14] und Betreuer des Karmeliter-Klosterbaus erwähnt.
- Niklaus (von Mingolsheim) (* ~vor 1439), der 1459[15] in den Steinmetzenbund aufgenommen und zusammen mit (Vater) Hans dem Speyerer Meistertreffen von 1464 beiwohnte.[16]
- Heinrich (*~nach 1440) war von 1477 bis 1481 Stadtbaumeister in Heilbronn.

Diese drei Söhne gingen vermutlich alle bei ihrem Vater in die Lehre, da traditionsgemäß das Wissen der Steinmetzen um Konstruktion und Bauausführung vom Vater auf den Sohn übertragen wurde.
Aus seiner zweiten Ehe mit der 1470 verstorbenen „Els Mettelbach(-in)“ sind drei Steinmetz-Kinder bekannt:
- Barbara (*~ vor 1465)
- Apollonia (*~ vor 1467)
- Balthasar (*~vor 1469) Amtsträger als Bürgermeister, Stadtrat und Richter in Heilbronn.

Im selben Jahr 1470 heiratet er zum dritten Mal. Bevor jedoch „seiner hußfrowen hyraut“ mit „Margret Berlin“ verbrieft und versiegelt worden war, starb er um 1473. Aus dieser kurzen Ehe entstand das jüngste Kind „Hänslein“ (*~um 1472).
Nach dem Tode des angesehenen Stadtbaumeisters Hans von Mingolsheim entstand um sein beträchtliches Vermögen ein einundzwanzigjähriger Erbstreit. Dieser Streit konnte erst im Jahre 1494 beendet werden.